# Sacalia quadriocellata
Sacalia quadriocellata (лат.) — вид черепах семейства азиатских пресноводных черепах.
Общая длина карапакса достигает 14,5—17,6 см. Голова большая, вытянутая. Карапакс округлый с чётким килем по середине. Пластрон среднего размера.
Голова тёмная-коричневая или чёрная без пятнышек. За глазами есть 4 светлых пятна с тёмным центром. Отсюда происходит название этой черепахи. Челюсти тёмно-коричневого цвета, а подбородок — розовый или красный. От 4-х пятен за глазами по шее тянутся светлые полосы. Карапакс коричневый с тёмными крапинками. Пластрон и перепонка жёлто-оранжевые с тёмными крапинками. Некоторые части конечностей с красноватым пигментом.
Любит потоки и мелкие ручьи в лесистых местностях. Встречается на высоте 100—400 м над уровнем моря. Питается рыбой, беспозвоночными, растениями.
Самка откладывает 2-6 белых продолговатых яиц с хрупкой скорлупой.
Живёт на западе провинции Гуандун и на востоке Гуанси, о. Хайнань (Китай), в центральном Вьетнаме и Лаосе.